# Luca Baldisserri

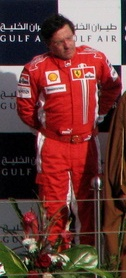
Luca Baldisserri 2007

Gianluca Baldisserri (* 11. Dezember 1962 in Bologna) ist ein italienischer Ingenieur, Motorsportfunktionär und Chefrenningenieur für Fahrwerke des Ferrari-Formel-1-Teams Scuderia Ferrari.  
Luca Baldisserri begann im Februar 1989 bei Ferrari im elektronischen Bereich mit der Entwicklung der Software des Automatikgetriebes. 1999 war er Renningenieur von Eddie Irvine und erreichte mit seinem Fahrer den Vizeweltmeistertitel auf einem Ferrari F399.
Nach Ross Brawns Entscheidung, zum Ende der Formel-1-Saison 2006 das Ferrari-Team zu verlassen, wurde Baldisserri vom Ferrari-Präsident Luca Cordero di Montezemolo zum Chefingenieur und stellvertretenden Technischen Direktor ernannt. Ziel war es, vorübergehend Ross Brawn zu ersetzen, weil man glaubte, Brawn würde nach der Saison 2007 zurückkehren. Dies war jedoch nicht der Fall und Luca Baldisserri bekleidete diese Position bis Ende 2009. Seit 2010 ist er Manager der Ferrari Driver Academy.
Am 22. Oktober 2002 wurde Luca Baldisserri mit dem Verdienstorden der Italienischen Republik ausgezeichnet.
| Personendaten    | Personendaten |
| ---------------- | --- |
| NAME             | Baldisserri, Luca |
| ALTERNATIVNAMEN  | Baldisserri, Gianluca |
| KURZBESCHREIBUNG | italienischer Ingenieur, Motorsportfunktionär und Chefrenningenieur für Fahrwerke des Ferrari Formel 1 Teams Scuderia Ferrari |
| GEBURTSDATUM     | 11. Dezember 1962 |
| GEBURTSORT       | Bologna |